# 大西洋奈氏鱈
大西洋奈氏鱈，為輻鰭魚綱鱈形目鼠尾鱈科的其中一種，分布於東大西洋法蘭群島至安哥拉北部與地中海、西大西洋戴維斯海峽到巴西北部海域，屬深海底棲性魚類，深度200-2320公尺，本魚頭部短，下巴觸鬚非常短，體藍色至紫羅蘭色，頭部略呈黃色，腹鰭黑色，鰓腔黑色，體長可達36公分，棲息在底中層水域，以片腳類、多毛類等為食，生活習性不明。